# Papa, Shetlandsöarna
Ej att förväxla med Papa Little, en fyra gånger större ö 22 km norrut
Papa är en av Scallowayöarna som ingår i Shetlandsöarna i Skottland. Ön är obebodd.
Papa ligger nordväst om West Burra och öster om Oxna i Shetlandsöarna. Öns sista invånare lämnade ön någon gång mellan 1891 och 1930. De flesta bosättningarna låg på öns östra sida. Öns area är cirka 59 hektar.